# Copa del Mundo de Tenis de Mesa
La Copa del mundo de tenis de mesa individual, en sus modalidades masculina y femenina, es un evento disputado anualmente que reúne a 16 o 20 jugadores (en los años 2013, 2018 y 2019) de tenis de mesa representantes de todos los continentes. En el formato de 16 jugadores compiten en cuatro grupos de cuatro participantes en partidos todos contra todos, clasificando los dos primeros de cada grupo para quedar 8 jugadores en competencia, quienes deben enfrentarse en eliminatoria directa. En el formato de 20 jugadores existe una fase previa en la que los 12 jugadores con peor ranking compiten en cuatro grupos de tres participantes en partidos todos contra todos, clasificando los dos primeros de cada grupo para quedar 8 jugadores, que habrán de enfrentarse contra los 8 jugadores con mejor ranking en eliminatoria directa. En ambos formatos se disputa una final y un encuentro por el tercer puesto. En la edición de 2020, tanto en la competición masculina como en la femenina participaron 21 jugadores (uno de los 4 grupos de la fase previa tuvo 4 integrantes), y no se disputó el partido por la medalla de bronce. El campeón de la copa tenía derecho a disputar el Torneo de campeones (que dejó de celebrarse en 2009).
La Copa del mundo de tenis de mesa individual masculina se disputa desde 1980, año en que la competición fue realizada en Hong Kong, mientras que la categoría femenina se inauguró el año 1996, en la misma ciudad.
La Copa del mundo de tenis de mesa por equipos, masculina y femenina, que se disputó inicialmente entre 1990 y 1995, fue cancelada, pero posteriormente volvió a disputarse desde 2007 y desde entonces se ha llevado a cabo en los años impares. Sin embargo, en 2017 no se disputó el torneo, siendo pospuesto hasta 2018.

## Participantes

### Copa del mundo individual
Generalmente los participantes son:
- El campeón de Copa defensor del título.
- El campeón del mundo (Campeonato del mundo).
- El campeón o mejor jugador de cada continente (África, Asia, Europa, Hispanoamérica, Norteamérica y Oceanía).
- Un jugador invitado por la organización.
- Un jugador invitado por la ITTF.
- El resto de los participantes, generalmente hasta un total de 16, son los mejores jugadores del ranking mundial.

### Copa del mundo por equipos
Actualmente compiten doce equipos: los campeones continentales (4), los países mejor clasificados en los Campeonatos del Mundo (7) y el país anfitrión. Los 12 equipos se distribuyen en 4 grupos de 3 equipos cada uno, disputándose una liguilla en cada grupo, y eliminándose exclusivamente el tercer clasificado de cada grupo. Los 8 clasificados (dos por grupo) se enfrentan en eliminatorias directas (cuartos de final, semifinal y final; no se disputa encuentro por el tercer puesto). Todos los enfrentamientos se dilucidan al mejor de 5 partidos (sistema de test olímpico), siendo el primer partido el dobles, y, a su vez, cada partido al mejor de 5 juegos.

## Medallero

### Individual masculino
| Año  | Sede           | Oro                  | Plata                | Bronce             |
| ---- | -------------- | -------------------- | -------------------- | ------------------ |
| 1980 | Hong Kong      | Guo Yuehua           | Li Zhenshi           | Josef Dvoracek     |
| 1981 | Kuala Lumpur   | Tibor Klampár        | Xie Saike            | Guo Yuehua         |
| 1982 | Hong Kong      | Guo Yuehua           | Mikael Appelgren     | Xie Saike          |
| 1983 | Barbados       | Mikael Appelgren     | Jan-Ove Waldner      | Erik Lindh         |
| 1984 | Kuala Lumpur   | Jiang Jialiang       | Kim Wan              | Ulf Bengtsson      |
| 1985 | Foshan         | Chen Xinhua          | Andrzej Grubba       | Jiang Jialiang     |
| 1986 | Puerto España  | Chen Longcan         | Jiang Jialiang       | Kim Wan            |
| 1987 | Macao          | Teng Yi              | Jiang Jialiang       | Andrzej Grubba     |
| 1988 | Cantón / Wuhan | Andrzej Grubba       | Chen Longcan         | Jiang Jialiang     |
| 1989 | Nairobi        | Ma Wenge             | Andrzej Grubba       | Mikael Appelgren   |
| 1990 | Chiba          | Jan-Ove Waldner      | Ma Wenge             | Chen Longcan       |
| 1991 | Kuala Lumpur   | Jörgen Persson       | Jean-Philippe Gatien | Jan-Ove Waldner    |
| 1992 | Ho Chi Minh    | Ma Wenge             | Kim Taek-Soo         | Yoo Nam-Kyu        |
| 1993 | Cantón         | Zoran Primorac       | Wang Tao             | Wenguan Huang      |
| 1994 | Taipéi         | Jean-Philippe Gatien | Jean-Michel Saive    | Zoran Primorac     |
| 1995 | Nimes          | Kong Linghui         | Jörg Rosskopf        | Liu Guoliang       |
| 1996 | Nimes          | Liu Guoliang         | Jan-Ove Waldner      | Vladimir Samsonov  |
| 1997 | Nimes          | Zoran Primorac       | Kong Linghui         | Vladimir Samsonov  |
| 1998 | Shantou        | Jörg Rosskopf        | Kim Taek-Soo         | Zoran Primorac     |
| 1999 | Xiaolan        | Vladimir Samsonov    | Werner Schlager      | Zoran Primorac     |
| 2000 | Yangzhou       | Ma Lin               | Kim Taek-Soo         | Wang Liqin         |
| 2001 | Courmayeur     | Vladimir Samsonov    | Wang Liqin           | Jörg Rosskopf      |
| 2002 | Jinan          | Timo Boll            | Kong Linghui         | Zoran Primorac     |
| 2003 | Jiāngyīn       | Ma Lin               | Kalinikos Kreanga    | Wang Liqin         |
| 2004 | Hangzhou       | Ma Lin               | Kalinikos Kreanga    | Wang Hao           |
| 2005 | Lieja          | Timo Boll            | Wang Hao             | Ma Lin             |
| 2006 | París          | Ma Lin               | Wang Hao             | Wang Liqin         |
| 2007 | Barcelona      | Wang Hao             | Ryu Seung Min        | Wang Liqin         |
| 2008 | Lieja          | Wang Hao             | Timo Boll            | Ma Long            |
| 2009 | Moscú          | Vladimir Samsonov    | Chen Qi              | Ma Long            |
| 2010 | Magdeburgo     | Wang Hao             | Zhang Jike           | Timo Boll          |
| 2011 | París          | Zhang Jike           | Wang Hao             | Joo Se-Hyuk        |
| 2012 | Liverpool      | Ma Long              | Timo Boll            | Vladimir Samsonov  |
| 2013 | Verviers       | Xu Xin               | Vladimir Samsonov    | Dimitrij Ovtcharov |
| 2014 | Düsseldorf     | Zhang Jike           | Ma Long              | Timo Boll          |
| 2015 | Halmstad       | Ma Long              | Fan Zhendong         | Dimitrij Ovtcharov |
| 2016 | Saarbrücken    | Fan Zhendong         | Xu Xin               | Wong Chun Ting     |
| 2017 | Lieja          | Dimitrij Ovtcharov   | Timo Boll            | Ma Long            |
| 2018 | París          | Fan Zhendong         | Timo Boll            | Lin Gaoyuan        |
| 2019 | Chengdu        | Fan Zhendong         | Tomokazu Harimoto    | Lin Yun-Ju         |
| 2020 | Weihai         | Fan Zhendong         | Ma Long              | Tomokazu Harimoto  |
| 2024 | Macao          | Ma Long              | Lin Gaoyuan          | Tomokazu Harimoto  |
| 2024 | Macao          | Ma Long              | Lin Gaoyuan          | Wang Chuqin        |
| 2025 | Macao          | Hugo Calderano       | Lin Shidong          | Liang Jingkun      |
| 2025 | Macao          | Hugo Calderano       | Lin Shidong          | Wang Chuqin        |

#### WTT Cup Finals
| Año  | Sede     | Oro          | Plata             | Bronce             |
| ---- | -------- | ------------ | ----------------- | ------------------ |
| 2021 | Singapur | Fan Zhendong | Tomokazu Harimoto | Hugo Calderano     |
| 2021 | Singapur | Fan Zhendong | Tomokazu Harimoto | Wang Chuqin        |
| 2022 | Xinxiang | Wang Chuqin  | Tomokazu Harimoto | Dimitrij Ovtcharov |
| 2022 | Xinxiang | Wang Chuqin  | Tomokazu Harimoto | Ma Long            |

### Individual femenino
| Año  | Sede         | Oro          | Plata            | Bronce             |
| ---- | ------------ | ------------ | ---------------- | ------------------ |
| 1996 | Hong Kong    | Deng Yaping  | Yang Ying        | Wang Chen          |
| 1997 | Shanghái     | Wang Nan     | Li Ju            | Li Chunli          |
| 1998 | Taipéi       | Wang Nan     | Li Ju            | Chen-Tong Fei-Ming |
| 2000 | Nom Pen      | Li Ju        | Wang Nan         | Sun Jin            |
| 2001 | Wuhu         | Zhang Yining | Kim Hyon Hui     | Mihaela Steff      |
| 2002 | Singapur     | Zhang Yining | Li Nan           | Tie Yana           |
| 2003 | París        | Wang Nan     | Niu Jianfeng     | Zhang Yining       |
| 2004 | Hangzhou     | Zhang Yining | Wang Nan         | Tie Yana           |
| 2005 | Cantón       | Zhang Yining | Guo Yan          | Ai Fukuhara        |
| 2006 | Urumchi      | Guo Yan      | Zhang Yining     | Li Jiawei          |
| 2007 | Chengdú      | Wang Nan     | Zhang Yining     | Guo Yue            |
| 2008 | Kuala Lumpur | Li Xiaoxia   | Tie Yana         | Feng Tianwei       |
| 2009 | Cantón       | Liu Shiwen   | Guo Yue          | Li Xiaoxia         |
| 2010 | Kuala Lumpur | Guo Yan      | Jiang Huajun     | Guo Yue            |
| 2011 | Singapur     | Ding Ning    | Li Xiaoxia       | Tie Yana           |
| 2012 | Huangshi     | Liu Shiwen   | Elizabeta Samara | Shen Yanfei        |
| 2013 | Kōbe         | Liu Shiwen   | Wu Yang          | Feng Tianwei       |
| 2014 | Linz         | Ding Ning    | Li Xiaoxia       | Kasumi Ishikawa    |
| 2015 | Sendai       | Liu Shiwen   | Kasumi Ishikawa  | Petrissa Solja     |
| 2016 | Filadelfia   | Miu Hirano   | Cheng I-ching    | Feng Tianwei       |
| 2017 | Markham      | Zhu Yuling   | Liu Shiwen       | Cheng I-ching      |
| 2018 | Chengdu      | Ding Ning    | Zhu Yuling       | Cheng I-ching      |
| 2019 | Chengdu      | Liu Shiwen   | Zhu Yuling       | Feng Tianwei       |
| 2020 | Weihai       | Chen Meng    | Sun Yingsha      | Mima Ito           |

#### WTT Cup Finals
| Año  | Sede     | Oro         | Plata     | Bronce      |
| ---- | -------- | ----------- | --------- | ----------- |
| 2021 | Singapur | Sun Yingsha | Wang Yidi | Chen Meng   |
| 2021 | Singapur | Sun Yingsha | Wang Yidi | Hina Hayata |
| 2022 | Xinxiang | Sun Yingsha | Chen Meng | Wang Manyu  |
| 2022 | Xinxiang | Sun Yingsha | Chen Meng | Wang Yidi   |

### Equipos masculinos
| Año  | Sede       | Oro           | Plata         | Bronce          |
| ---- | ---------- | ------------- | ------------- | --------------- |
| 1990 | Chiba      | Suecia        | China         | Inglaterra      |
| 1990 | Chiba      | Suecia        | China         | Corea del Norte |
| 1991 | Barcelona  | China         | Suecia        | Francia         |
| 1991 | Barcelona  | China         | Suecia        | Corea del Norte |
| 1994 | Nimes      | China         | Suecia        | Bélgica         |
| 1994 | Nimes      | China         | Suecia        | Francia         |
| 1995 | Atlanta    | Corea del Sur | Alemania      | Japón           |
| 1995 | Atlanta    | Corea del Sur | Alemania      | Estados Unidos  |
| 2007 | Magdeburgo | China         | Hong Kong     | Austria         |
| 2007 | Magdeburgo | China         | Hong Kong     | Corea del Sur   |
| 2009 | Linz       | China         | Corea del Sur | Alemania        |
| 2009 | Linz       | China         | Corea del Sur | Hong Kong       |
| 2010 | Dubái      | China         | Corea del Sur | Austria         |
| 2010 | Dubái      | China         | Corea del Sur | Alemania        |
| 2011 | Magdeburgo | China         | Corea del Sur | Alemania        |
| 2011 | Magdeburgo | China         | Corea del Sur | Japón           |
| 2013 | Cantón     | China         | China Taipéi  | Egipto          |
| 2013 | Cantón     | China         | China Taipéi  | Japón           |
| 2015 | Dubái      | China         | Austria       | China Taipéi    |
| 2015 | Dubái      | China         | Austria       | Portugal        |
| 2018 | Londres    | China         | Japón         | Inglaterra      |
| 2018 | Londres    | China         | Japón         | Corea del Sur   |
| 2019 | Tokio      | China         | Corea del Sur | Japón           |
| 2019 | Tokio      | China         | Corea del Sur | China Taipéi    |

### Equipos femeninos
| Año  | Sede       | Oro   | Plata           | Bronce          |
| ---- | ---------- | ----- | --------------- | --------------- |
| 1990 | Chiba      | China | Corea del Norte | Japón           |
| 1990 | Chiba      | China | Corea del Norte | Corea del Sur   |
| 1991 | Barcelona  | China | Corea del Sur   | Japón           |
| 1991 | Barcelona  | China | Corea del Sur   | Corea del Norte |
| 1994 | Nimes      | Rusia | Alemania        | China           |
| 1994 | Nimes      | Rusia | Alemania        | Países Bajos    |
| 1995 | Atlanta    | China | Rumanía         | Hungría         |
| 1995 | Atlanta    | China | Rumanía         | Corea del Sur   |
| 2007 | Magdeburgo | China | Corea del Sur   | Hong Kong       |
| 2007 | Magdeburgo | China | Corea del Sur   | Hungría         |
| 2009 | Linz       | China | Singapur        | Hong Kong       |
| 2009 | Linz       | China | Singapur        | Japón           |
| 2010 | Dubái      | China | Singapur        | Corea del Sur   |
| 2010 | Dubái      | China | Singapur        | Japón           |
| 2011 | Magdeburgo | China | Japón           | Hong Kong       |
| 2011 | Magdeburgo | China | Japón           | Singapur        |
| 2013 | Cantón     | China | Japón           | Hong Kong       |
| 2013 | Cantón     | China | Japón           | Singapur        |
| 2015 | Dubái      | China | Corea del Norte | Japón           |
| 2015 | Dubái      | China | Corea del Norte | Singapur        |
| 2018 | Londres    | China | Japón           | Hong Kong       |
| 2018 | Londres    | China | Japón           | Corea del Norte |
| 2019 | Tokio      | China | Japón           | China Taipéi    |
| 2019 | Tokio      | China | Japón           | Corea del Sur   |

### Dobles masculino
| Año  | Sede      | Oro                      | Plata                          | Bronce                          |
| ---- | --------- | ------------------------ | ------------------------------ | ------------------------------- |
| 1990 | Seúl      | Kim Taek-Soo Yoo Nam-Kyu | Steffen Fetzner Jörg Rosskopf  | Andrzej Grubba Leszek Kucharski |
| 1990 | Seúl      | Kim Taek-Soo Yoo Nam-Kyu | Steffen Fetzner Jörg Rosskopf  | Ilija Lupulesku Zoran Primorac  |
| 1992 | Las Vegas | Kim Taek-Soo Yoo Nam-Kyu | Andrei Mazunov Dmitrij Mazunov | Steffen Fetzner Jörg Rosskopf   |
| 1992 | Las Vegas | Kim Taek-Soo Yoo Nam-Kyu | Andrei Mazunov Dmitrij Mazunov | Kang Hee-Chan Lee Chul-Seung    |

### Dobles femenino
| Año  | Sede      | Oro                       | Plata                     | Bronce                    |
| ---- | --------- | ------------------------- | ------------------------- | ------------------------- |
| 1990 | Seúl      | Hong Cha-Ok Hyun Jung-Hwa | Chai Po Wa Chan Tan Lui   | Deng Yaping Hu Xiaoxin    |
| 1990 | Seúl      | Hong Cha-Ok Hyun Jung-Hwa | Chai Po Wa Chan Tan Lui   | Hong Soon-Hwa Lee Tae-Joo |
| 1992 | Las Vegas | Deng Yaping Qiao Hong     | Hong Cha-Ok Hyun Jung-Hwa | Chai Po Wa Chan Tan Lui   |
| 1992 | Las Vegas | Deng Yaping Qiao Hong     | Hong Cha-Ok Hyun Jung-Hwa | Chen Zihe Gao Jun         |